# 金玉烈
金 玉烈（キム・オンニョル、朝鮮語: 김옥렬、1930年1月2日 - 2021年5月5日）は、大韓民国の国際政治学者、女性政治家。淑明女子大学校第10・11代総長、第10代韓国国会議員。円仏教の信者。
本貫は慶州金氏、父親は同じく国会議員を務めた金東成。キム・オギョル（漢字同、김옥열）という表記も見られる。

## 経歴
京城府に生まれた。1946年に京畿公立高等女学校（現・京畿女子高等学校）を卒業。米国のコロンビア大学バーナード・カレッジ、ブラウン大学大学院で修士号取得、ブリンマー大学大学院を修了し政治学博士号を取得。
1959年、淑明女子大学校で講師を務め、その後同大学アジア女性問題研究所所長、政経大学長を歴任した。第10代総選挙に統一主体国民会議の公認で当選し、維新政友会所属の国会議員となった。1981年8月14日より淑明女子大学校第10・11代総長を務めた。その後は1977年から1978年まで第21・22代韓国国際政治学会会長を務め、そのほか統一院顧問、世宗研究所理事、大統領教育政策諮問会議委員、湖巌財団理事、大韓民国憲政会副会長を歴任した。
91歳で死去した。